# Uroš Račić
Uroš Račić (ur. 17 marca 1998 w Kraljevie) – serbski piłkarz występujący na pozycji pomocnika.